# Зигфрид III фон Эппштейн

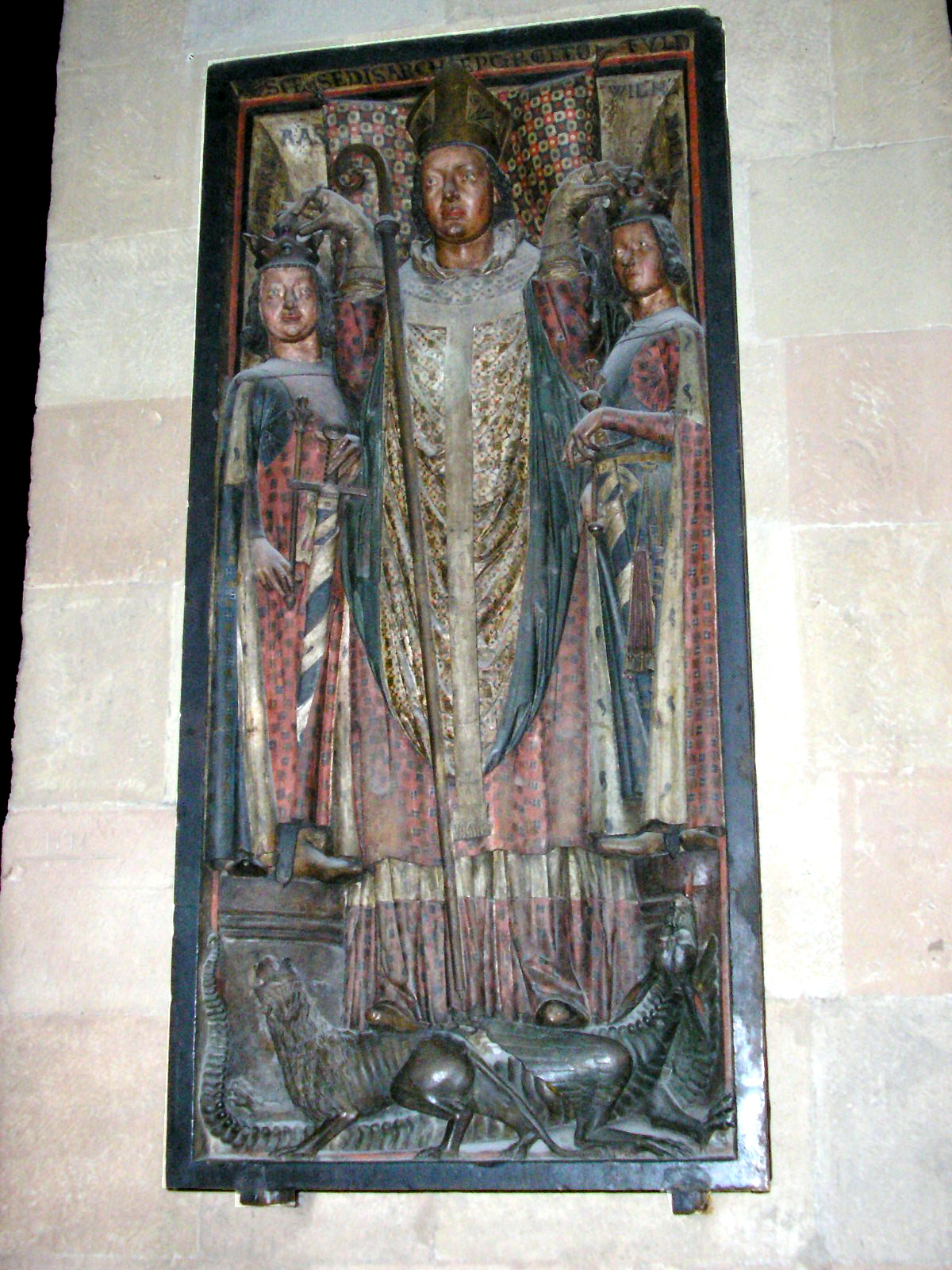
Архиепископ Зигфрид III. Старейший мемориал Майнцского кафедрального собора.

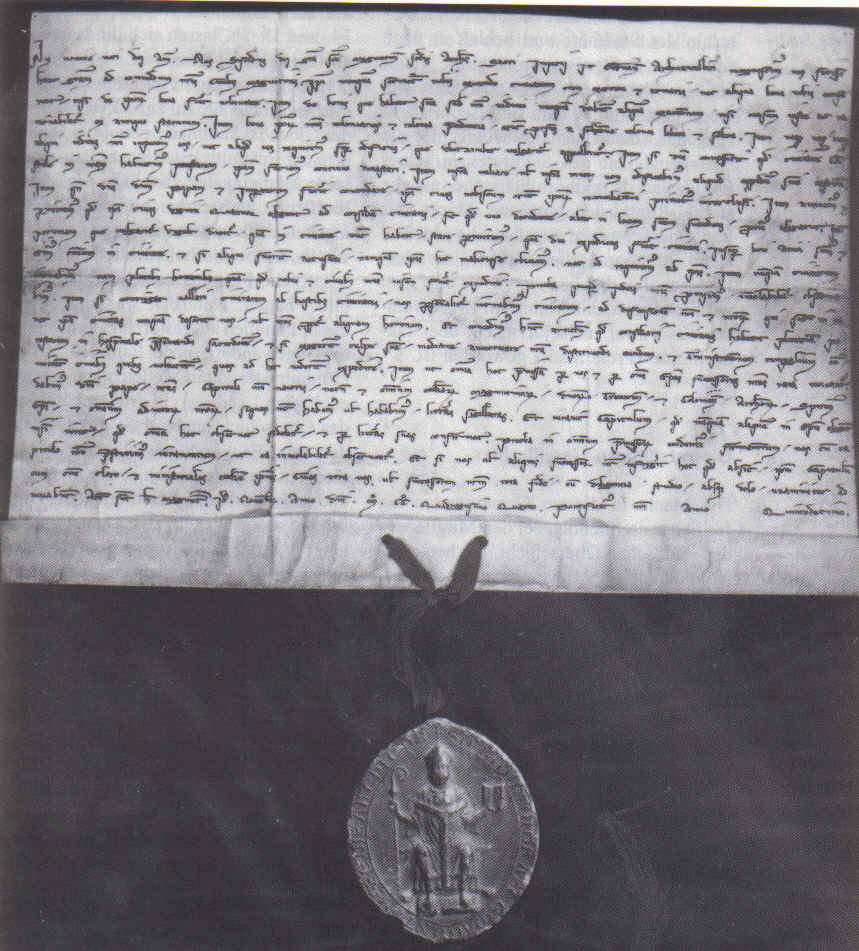
Городская привилегия Зигфрида III свободному городу Майнцу. 1244 г.

Зигфрид III фон Эпштайн (нем. Siegfried III von Eppstein; ок. 1194 — 1249) — архиепископ Майнца с 1230 года.
Со стороны отца племянник архиепископа Зигфрида II фон Эпштайна, которому наследовал в ноябре 1230 года. Племянник архиепископа Трирского Теодериха фон Вида со стороны матери.
В 1231 году к владениям Майнцского архиепископства было отнесено аббатство Лорш, до этого являвшееся самостоятельным духовным княжеством.
С 1237 по 1242 годы был регентом при немецком короле Конраде IV (когда император Фридрих II вел войну в Италии).
В 1244 году предоставил Майнцу право самоуправления, что способствовало развитию города.